# Митино (станция метро)
«Ми́тино» — станция Московского метрополитена. Находится на Арбатско-Покровской линии между станциями «Волоколамская» и «Пятницкое шоссе». Открыта 26 декабря 2009 года в составе участка «Строгино» — «Митино». Со дня открытия была северо-западной конечной на линии до её продления 28 декабря 2012 года на один перегон до станции «Пятницкое шоссе».

## Характеристика
Станция находится в центре одноимённого района на пересечении Митинской и Дубравной улиц. Конструкция — односводчатая мелкого заложения. Сооружена из монолитного железобетона. Ширина и длина платформы стандартные — 10 метров и 162 метра соответственно, высота свода составляет 6 метров. За путевыми стенами находятся галереи для служебного прохода из одного вестибюля в другой и обслуживания светильников-прожекторов, которые освещают ниши свода. Поверхность световых ниш разбита на мелкие кессоны, которые, освещённые скользящим светом, создают игру света и тени на своде.

## История
Строительство станции начато в 1992 году. Тогда она планировалась для хордовой линии Митино — Бутово, однако из-за крайне малого и нерегулярного финансирования были возведены только конструкции технических помещений восточного вестибюля, а также пройден закрытым способом северный тоннель от станции «Волоколамская» и сооружена небольшая часть тоннелей, ведущих от станции в сторону будущего электродепо «Митино». Долгое время эти объекты находились в заброшенном состоянии, их консервация была проведена лишь в 2004 году.
В соответствии с Постановлением Правительства Москвы № 961-ПП от 30 октября 2007 года, ввод станции был запланирован на 2011 год.

### 2008 год
Строительство возобновлено в феврале 2008 года: расположенная на месте будущей станции автостоянка была упразднена, восстановлена целостность ограждения, задействована строительная техника.
По данным на март, шёл монтаж кранов, велась очень активная выемка грунта из котлована будущей станции, производилось укрепление стен и демонтаж простоявших больше десятилетия под открытым небом железобетонных конструкций служебных помещений. Смонтирована и запущена установка для откачки грунтовых вод. В то же время начала возводиться подпорная стена на площадке электродепо «Митино» на пустыре рядом с селом Рождествено.
В октябре сооружён первый фрагмент перекрытия станции. Сделано несколько заходок по заливке бетона в передвижную опалубку свода станции, шло его возведение от западного вестибюля к восточному.

### 2009 год
В мае заливка свода станции была закончена, сама она была практически готова в конструкциях, шла отделка, завершалась проходка примыкающих участков тоннелей и строительство других сооружений станции. Шла отделка станции и строительство выходов.
30 июня 2009 года был утверждён план работы Правительства Москвы на второе полугодие 2009 года, согласно которому в том числе планировалось осуществить мероприятия по «обеспечению завершения работ и пуску в эксплуатацию станций „Волоколамская“ и „Митино“ Митинско-Строгинской линии метрополитена».
В октябре отделка была практически завершена. С осени на всём Строгинско-Митинском участке вёлся монтаж технологического оборудования.
В конце ноября 2009 года на всём Строгинско-Митинском участке велись санитарно-технические и электромонтажные работы, наладка оборудования для эксплуатации в режиме действующего метрополитена, архитектурно-отделочные работы на выходах станций.
Режим метрополитена на станции стал действовать с 16 декабря 2009 года. Первый официальный пробный поезд с чиновниками, журналистами и сотрудниками метро прошёл 19 декабря.

### Открытие
Станция открылась для пассажиров 26 декабря 2009 года в составе участка «Строгино» — «Митино», после ввода в эксплуатацию которого в Московском метрополитене стало 180 станций. На церемонии открытия присутствовали мэр Москвы Юрий Лужков и начальник Московского метрополитена Дмитрий Гаев.

## Путевое развитие
За станцией расположены два тупика, использовавшиеся для оборота составов в период, когда станция «Митино» была конечной. После продления линии до станции «Пятницкое шоссе» он используется для технического обслуживания и ночного отстоя составов, а также для зонного оборота составов.

## Станция в цифрах
Пикет ПК288+90. Глубина заложения — 14 метров. Станция имеет два вестибюля. Всего у станции 10 выходов (7 выходов северо-западного вестибюля и 3 выхода юго-восточного вестибюля) и 3 лифта (все в северном вестибюле).
- Таблица времени прохождения первого поезда через станцию[7]:

| По чётным числам                    | Будние дни | Выходные дни |
| По нечётным числам                  | Будние дни | Выходные дни |
| В сторону станции «Волоколамская»   | 05:40:00   | 05:40:00     |
| В сторону станции «Волоколамская»   | 05:41:00   | 05:40:00     |
| В сторону станции «Пятницкое шоссе» | 05:46:00   | 05:46:00     |
| В сторону станции «Пятницкое шоссе» | 05:53:00   | 05:53:00     |

## Время открытия
Станция открывается для входа пассажиров в 5:30.

## Наземный общественный транспорт

### Городской
На этой станции можно пересесть на следующие маршруты городского пассажирского транспорта:
- Автобусы: с3, 267, 328, с331, 356, 359, 368, с396, 400к, 451, 614, 741, 930, н12

### Областной
- Автобусы: 32, 575, 852, 1095

## Галерея

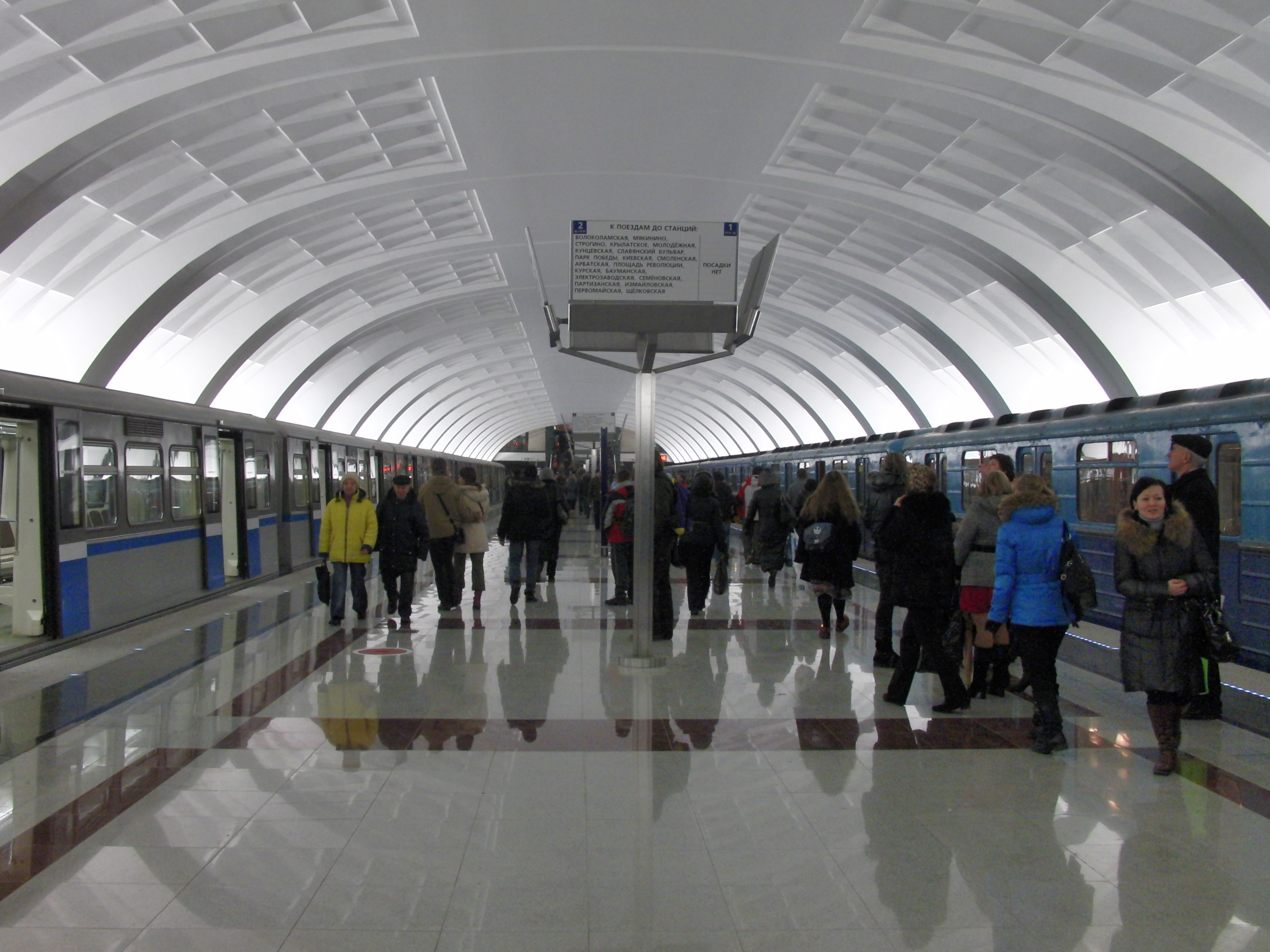
Зал станции
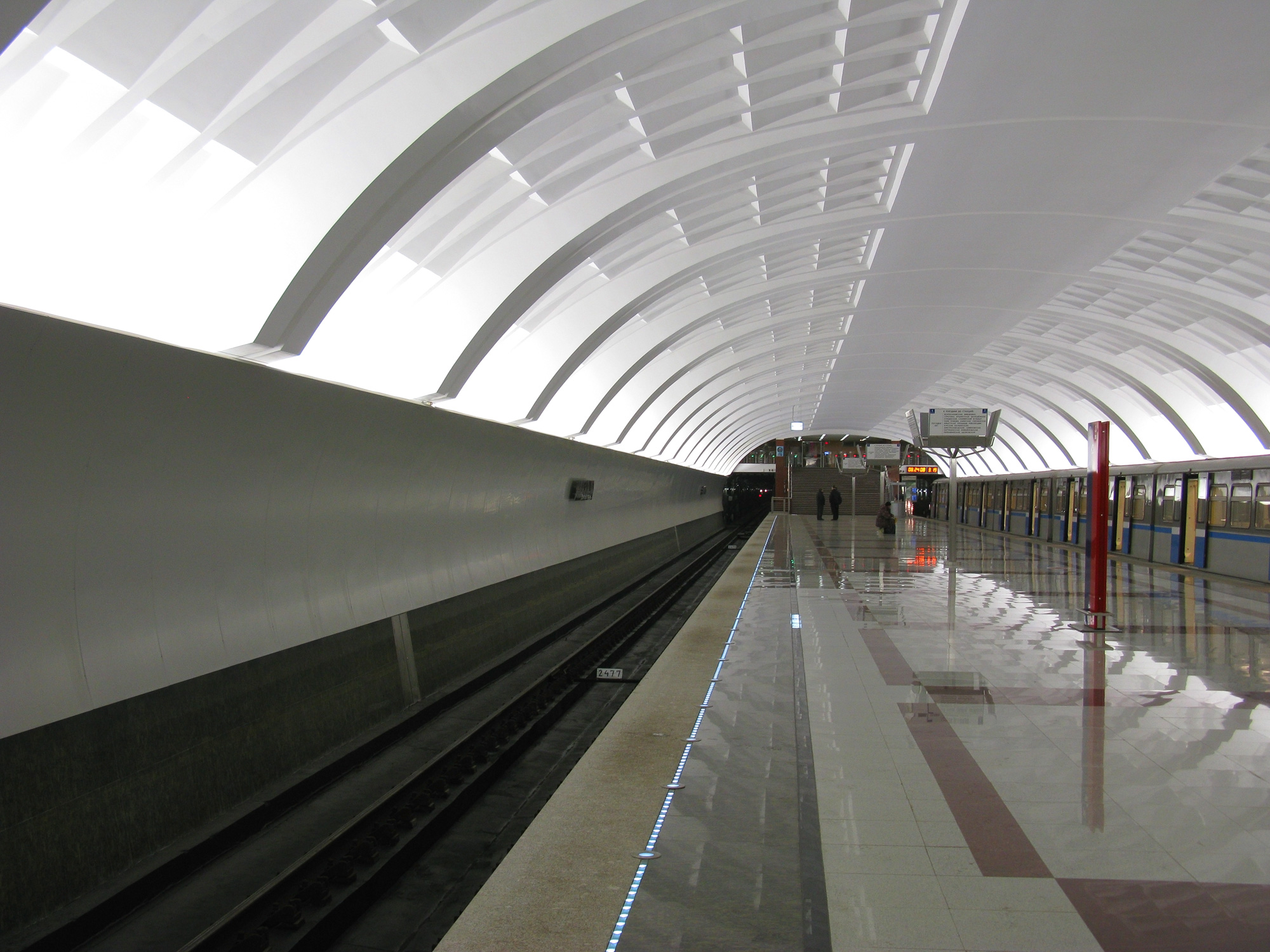
Посадочная платформа
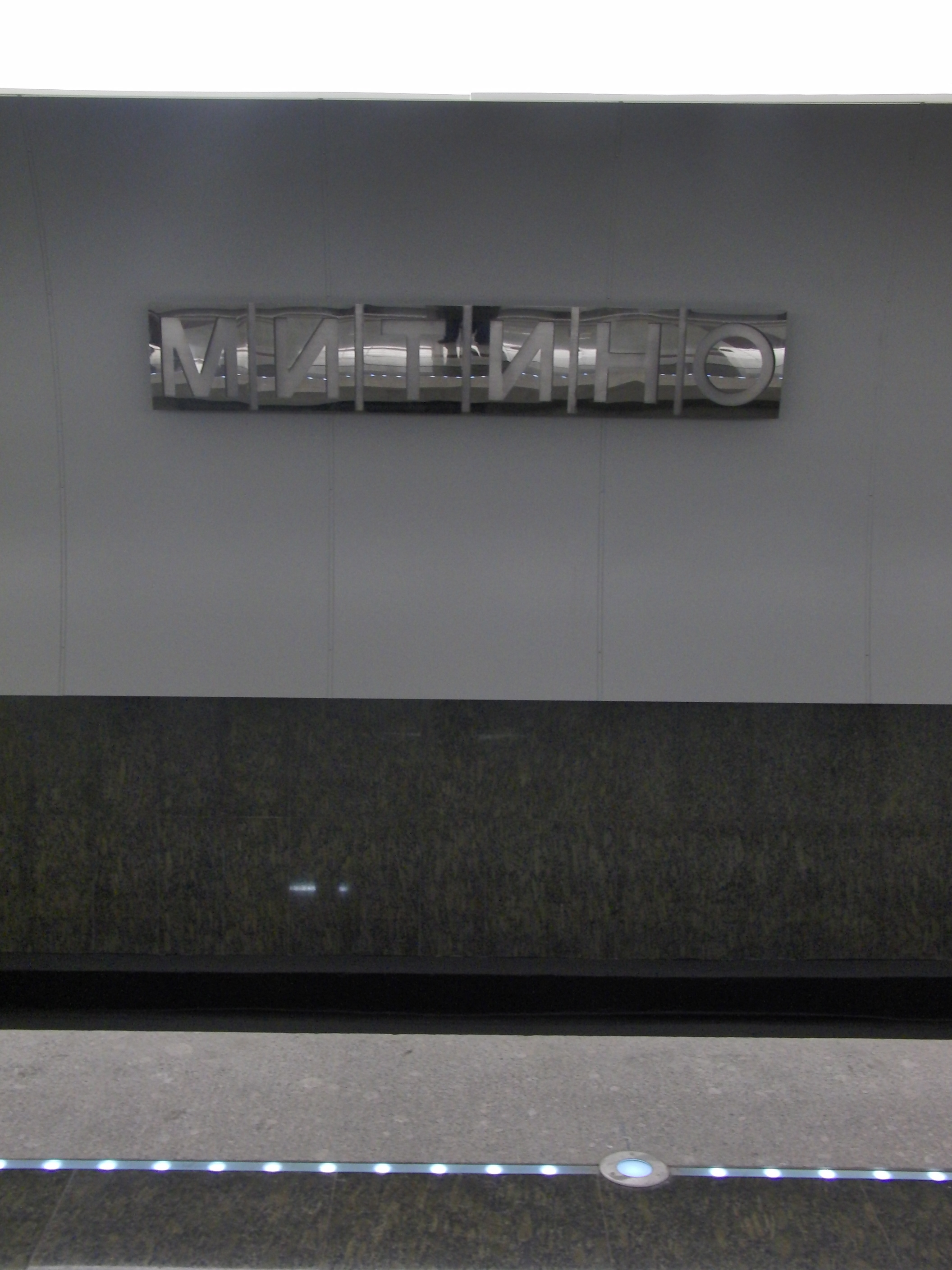
Название на путевой стене